# Misao Tamai
Misao Tamai (Prefectura de Hyōgo, Imperi Japonès, 16 de desembre de 1903 - Kōbe, Prefectura de Hyōgo, 23 de desembre de 1978), és un exfutbolista japonès.

## Selecció japonesa
Misao Tamai va disputar 2 partits amb la selecció japonesa.